# Grecia ai XXII Giochi olimpici invernali
La Greciaha partecipato ai XXII Giochi olimpici invernali, che si sono svolti dal 7 al 23 febbraio a Soči in Russia, con una delegazione composta da sette atleti.

## Salto con gli sci
| Gara                        | Atleta             | Qualificazioni | Qualificazioni | Qualificazioni | Primo salto     | Primo salto     | Primo salto     | Secondo salto   | Secondo salto   | Secondo salto   | Totale          | Totale          | Totale |
| Gara                        | Atleta             | Distanza       | Punti          | Posizione      | Distanza        | Punti           | Posizione       | Distanza        | Punti           | Posizione       | Punti           | Posizione       |        |
| --------------------------- | ------------------ | -------------- | -------------- | -------------- | --------------- | --------------- | --------------- | --------------- | --------------- | --------------- | --------------- | --------------- | ------ |
| Trampolino normale maschile | Nico Polychronidis | 83.5           | 85.0           | 48             | non qualificato | non qualificato | non qualificato | non qualificato | non qualificato | non qualificato | non qualificato | non qualificato |        |
| Trampolino lungo            | Nico Polychronidis | 107.5          | 74.7           | 47             | non qualificato | non qualificato | non qualificato | non qualificato | non qualificato | non qualificato | non qualificato | non qualificato |        |

## Sci alpino

### Uomini
| Gara            | Atleta                  | Manche 1 | Manche 1  | Manche 2 | Manche 2  | Totale  | Totale    |
| Gara            | Atleta                  | Tempo    | Posizione | Tempo    | Posizione | Tempo   | Posizione |
| --------------- | ----------------------- | -------- | --------- | -------- | --------- | ------- | --------- |
| Slalom gigante  | Kostas Sykaras          | 1'30"75  | 59        | 1'31"58  | 51        | 3'02"33 | 52        |
| Slalom gigante  | Massimiliano Valcareggi | 1'30"72  | 58        | 1'33"64  | 56        | 3'04"36 | 54        |
| Slalom speciale | Kostas Sykaras          | 57"83    | 64        | 1'06"25  | 35        | 2'04"08 | 36        |
| Slalom speciale | Massimiliano Valcareggi | 58"97    | 68        | 1'06"75  | 38        | 2'05"72 | 38        |
| Supergigante    | Kostas Sykaras          | n/a      | n/a       | n/a      | n/a       | 1'26"32 | 52        |
| Supergigante    | Massimiliano Valcareggi | n/a      | n/a       | n/a      | n/a       | DSQ     | DSQ       |

### Donne
| Gara            | Atleta       | Manche 1 | Manche 1  | Manche 2 | Manche 2  | Totale  | Totale    |
| Gara            | Atleta       | Tempo    | Posizione | Tempo    | Posizione | Tempo   | Posizione |
| --------------- | ------------ | -------- | --------- | -------- | --------- | ------- | --------- |
| Slalom gigante  | Sophia Ralli | 1'33"63  | 66        | 1'32"84  | 56        | 3'06"47 | 58        |
| Slalom speciale | Sophia Ralli | 1'05"20  | 47        | 1'01"57  | 37        | 2'06"77 | 38        |

## Sci di fondo
| Gara             | Atleta            | Qualificazioni | Qualificazioni | Quarti di finale | Quarti di finale | Semifinale      | Semifinale      | Finale          | Finale          |
| Gara             | Atleta            | Tempo          | Posizione      | Tempo            | Posizione        | Tempo           | Posizione       | Tempo           | Posizione       |
| ---------------- | ----------------- | -------------- | -------------- | ---------------- | ---------------- | --------------- | --------------- | --------------- | --------------- |
| Sprint maschile  | Apóstolos Angelís | 4'01"87        | 74             | non qualificato  | non qualificato  | non qualificato | non qualificato | non qualificato | non qualificato |
| Sprint femminile | Panagiota Tsakiri | 3'02"75        | 64             | non qualificato  | non qualificato  | non qualificato | non qualificato | non qualificato | non qualificato |

## Skeleton
| Gara             | Atleta             | Manche 1 | Manche 1  | Manche 2 | Manche 2  | Manche 3 | Manche 3  | Manche 4        | Manche 4        | Finale  | Finale    |
| Gara             | Atleta             | Tempo    | Posizione | Tempo    | Posizione | Tempo    | Posizione | Tempo           | Posizione       | Tempo   | Posizione |
| ---------------- | ------------------ | -------- | --------- | -------- | --------- | -------- | --------- | --------------- | --------------- | ------- | --------- |
| Singolo maschile | Alexandros Kefalas | 58"20    | 23        | 58"33    | 24        | 58"22    | 23        | non qualificato | non qualificato | 2'54"75 | 23        |